# Traktat ateologiczny
Traktat ateologiczny: Fizyka metafizyki – książka autorstwa Michela Onfraya, w której poddaje krytyce główne religie monoteistyczne, a także tworzy filozoficzne podstawy zaangażowanego, świadomego ateizmu. Inspiracją dla tytułu jest projekt serii (nazwanej La Somme athéologique – Suma ateologiczna) książek napisanych przez Georges’a Bataille’a, która nie została skompletowana. Sprzedano 200 tys. egzemplarzy. Wkrótce po publikacji ukazały się dwie książki mający być odpowiedzią „L'Anti-traité d’athéologie, Le système Onfray mis à nu” Matthieu Baumiera oraz „Dieu avec esprit: Réponse à Michel Onfray” autorstwa Irène Fernandez. W 2007 ukazało się angielskie tłumaczenie noszące tytuły „Atheist Manifesto: The Case Against Christianity, Judaism, and Islam” (Manifest ateistyczny: Sprawa przeciwko chrześcijaństwu, judaizmowi i islamowi) oraz „In Defence of Atheism: The Case Against Christianity, Judaism and Islam.” (W obronie ateizmu: Sprawa przeciwko chrześcijaństwu, judaizmowi i islamowi). Rok później ukazało się wydanie polskie pod tytułem „Traktat ateologiczny: Fizyka metafizyki” (Warszawa 2008. ISBN 978-83-06-03121-8).

## Treść
W pierwszej części (Ateologia) autor przedstawia i rozwija koncepcję Nietzschego, choć krytykuje jego pogląd na śmierć Boga. Druga część (Monoteizmy) jest analizą struktury trzech religii abrahamicznych, w których autor podkreśla wspólne cechy takie jak niechęć wobec świata materialnego i ciała, przeciwstawianie się postępowi i nauce, mizantropia i antyintelektualizm. Część trzecia (Chrześcijaństwo) podważa historyczność Chrystusa opartą tylko na relacjach z drugiej ręki i dowodzi iż apostoł Paweł opisany tu jako neurotyk i histeryk, wykorzystał postać Jezusa dla swoich celów. W ostatniej, czwartej części (Teokracja) przedstawia powiązania trzech religii monoteistycznych z polityką i największe nadużycia, do których z ich powodu doszło. Wskazuje sprzeczności w ich świętych księgach oraz fakt, że często były używane do usprawiedliwiania zła. Książkę kończy propozycja nowego ateizmu, sekularyzmu, który nazywa postchrześcijaństwem, w którym Bóg i moralność związana z religiami monoteistycznymi jest już przeszłością.